# Walijska odmiana języka angielskiego
Walijska odmiana języka angielskiego – odmiana angielszczyzny używana w Walii. Język angielski na terenie tego kraju używany jest równolegle z językiem walijskim.

## Historia
Do momentu najazdu anglosaskiego w VI w. na terenie Walii w użyciu był jedynie język walijski z grupy języków celtyckich. Akty, które włączyły Walię do Królestwa Anglii, przyjęto w 1535 i 1542, półtora wieku przed unią szkocko-angielską oraz dwa i pół wieku przed unią brytyjsko-irlandzką. Czasem podaje się daty 1536 i 1543, kiedy te regulacje zatwierdził król. Zgodnie z postanowieniami traktatu angielski miał się odtąd stać językiem obowiązującym w sądach i innych urzędach. Osoby posługujące się wyłącznie walijskim miały nie być dopuszczane do sprawowania urzędów na całym terytorium podległym królowi Anglii. Od tego czasu zaznacza się ekspansja języka angielskiego na tereny walijskie, a następnie jego dominacja. Oczywiście walijski nie zniknął z sądów i urzędów. Większość mieszkańców kraju nie mówiła po angielsku. Dlatego wzrosła rola tłumaczy. Najprawdopodobniej celem władcy nie było zniszczenie języka walijskiego, ale ujednolicenie systemu prawno-sądowego w całym królestwie. Możliwe, że jego intencją było stworzenie nowej, dwujęzycznej wyższej warstwy społeczeństwa walijskiego. Rozwiązanie klasztorów spowodowało zanik centrów, w których nauczano języka walijskiego. Równocześnie angielski zastępował łacinę jako język edukacji, a w tudoriańskich grammar schools wykładano wszystkie przedmioty po angielsku. Mimo to do XVIII w. Walia była w większości walijskojęzyczna.  Sytuację języka walijskiego pogorszyła rewolucja przemysłowa, która spowodowała masową emigrację walijskojęzycznych robotników do angielskich kopalń i hut. Te trendy podtrzymały obie wojny światowe. Wreszcie dwudziestowieczna anglicyzacja kultury popularnej dotknęła również Walię.

## Język
Pozycja języka angielskiego różni się znacznie w różnych miejscach kraju. Obecnie hrabstwa z największą dominacją języka angielskiego to Gwent, South Glamorgan i Powys – znajomość walijskiego waha się od kilku do 20% w poszczególnych dystryktach. Największy udział języka walijskiego przypada na obszar hrabstw Clwyd, Gwynedd, Dyfed i West Glamorgan – do prawie 80% w poszczególnych dystryktach. Wielu Walijczyków jest dwujęzycznych, według spisu z 1991 roku 18,7% mieszkańców Walii władało zarówno walijskim, jak i angielskim. Walijska angielszczyzna nie ma szczególnie specyficznych cech, niemniej jednak niektóre z nich są kojarzone z Walią i używane dla stylizacji lub w celach komediowych, gdy trzeba zaznaczyć walijskość. Jedną z nich jest wyrażenie look you, dziś już nie używane tak powszechnie.

## Wymowa
Wymowę walijską cechują następujące zjawiska:
- brak różnicy między /ə/ a /ʌ/, i tak w wyrazie butter obie samogłoski są identyczne
- pojedyncze spółgłoski między samogłoskami są wydłużane: /ˈmʌnːɪ/, /ˈbʌtːə/
- pojawiają się spółgłoski nieistniejące w języku angielskim, a zapożyczone z walijskiego: bezdźwięczne l /ɬ/ (przypominające polskie chl) jak w wyrazie Llanberis i welarna spółgłoska trąca /x/
- nie wymawia się /z/ i w niektórych północnych dialektach pary pence i pens wymawiane są jako /pens/. Nie ma również afrykat (zwarto-trących).

## Słownictwo i gramatyka
Odmienności od standardowej angielszczyzny nie są liczne i obejmują: 
- question tag isn't it, który często używany jest jako jedyna końcówka pytająca
- orzeczenie pojawiające się przed podmiotem, używane w celach emfatycznych: Running on Friday, he is, Fed up I am
- zapożyczenia z języka walijskiego, takie jak: eisteddfod (rodzaj festiwalu sztuki), Duw (Bóg), del zastępujący dear przy zwracaniu się do osób, nain, taid – dziadek, babka.